# Circ Raluy
El Circ Raluy és una companyia de circ fundada a Catalunya, de característiques singulars tant per la seva recreació de l'ambient històric del circ com per la seva composició exclusivament familiar.

## Orígens i objectius
L'artista de circ Lluís Raluy Iglesias, nascut casualment a Carcassona (Llenguadoc) l'11 de febrer de 1911 però resident a Sant Adrià del Besòs (Barcelonès), la seva esposa Marina Tomàs Jorba, d'Igualada (Anoia), i els seus quatre fills: Lluís, Carlos, Eduard i Francesc, amb les respectives famílies, funden, els anys 70, el que anomenen Circ-Museu Raluy.
El projecte de la companyia és aprofitar la seva passió per la col·lecció i restauració de carruatges antics per a recuperar l'essència tradicional de l'espectacle basada en la vida nòmada, el treball en família i la proximitat amb el públic.
Actualment són quatre les generacions de la família que treballen a l'espectacle.
Les produccions del Circ Raluy són itinerants i han visitat quatre continents.

## Premis i reconeixements
La proposta de la família Raluy ha despertat grans elogis entre el públic i la premsa i ha estat reconeguda amb una munió de premis, entre els quals:
- El Premi Nacional de Circ de 1996
- El Premi Àgora de 1996
- El Premi Max de 1999
- El Premi Catalunya de 1999
- L'Estrella de Mar del 2000
- El Far d'Or del 2000
- La Creu de Sant Jordi del 2006
- Premi Ciutat de Barcelona de circ 2015[6]

## Nous projectes
Al maig de 2016, després de l'actuació a Terrassa, el Circ Raluy va originar dos nous projectes de circ: Circ Raluy Legacy i Circ Històric Raluy, liderats cadascun pels germans Lluís i Carlos Raluy, respectivament, al costat de les filles i familiars de tots dos expandint així el projecte que en el seu moment va iniciar Lluís Raluy Iglesias.

## Galeria d'imatges

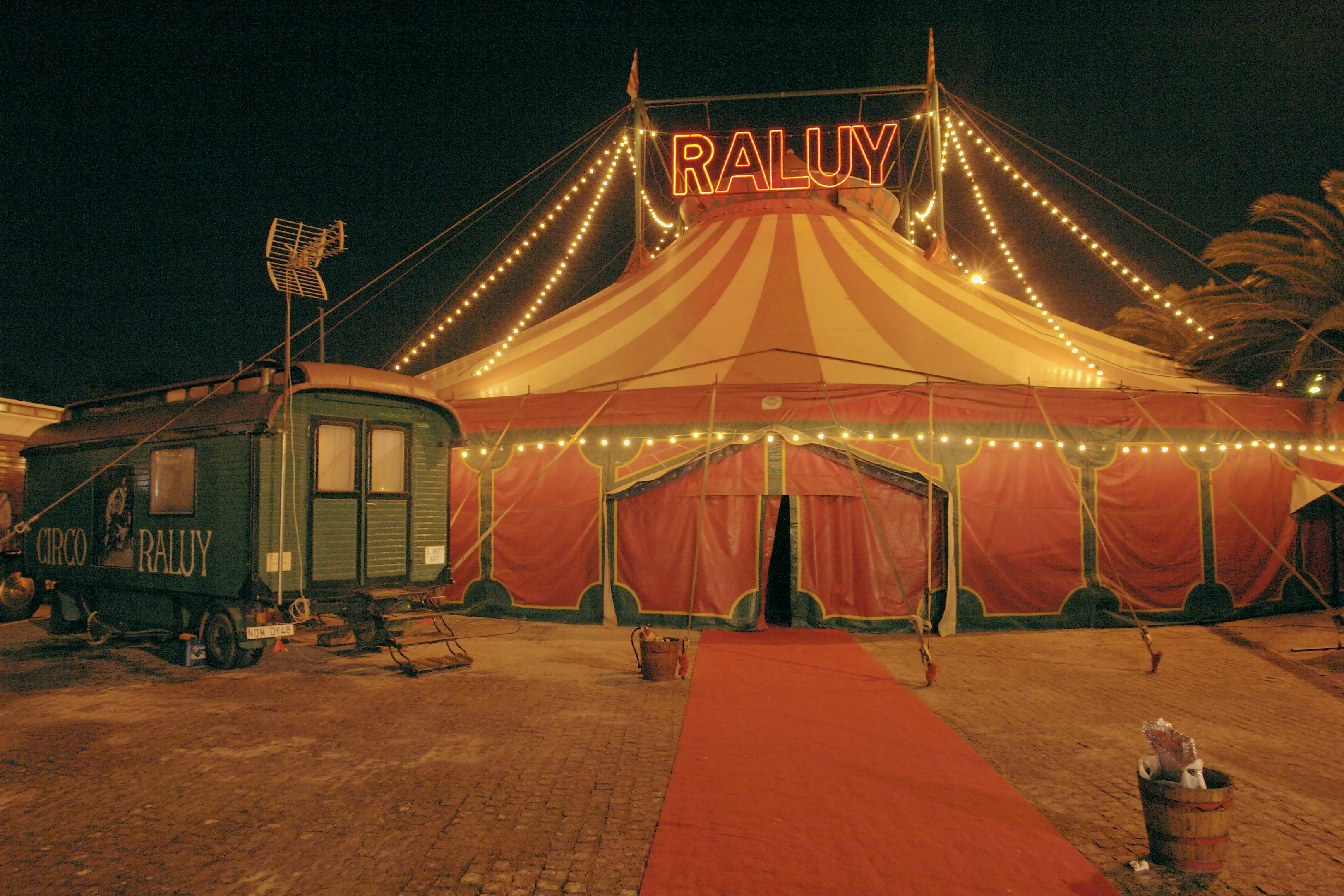
El Circ Raluy (2008), acampat a Can Palet de Vista Alegre (Terrassa).
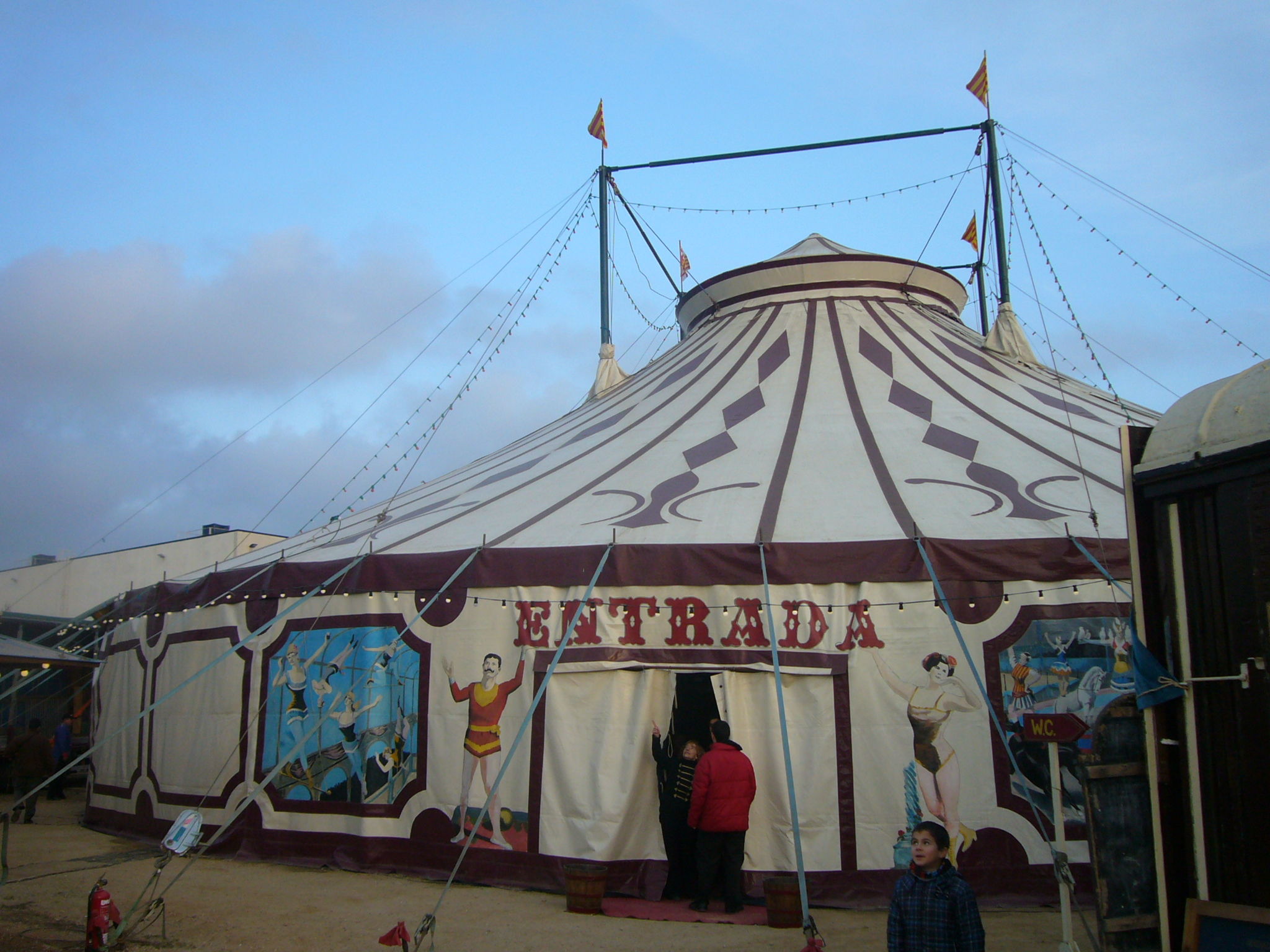
Carpa del Circ Raluy
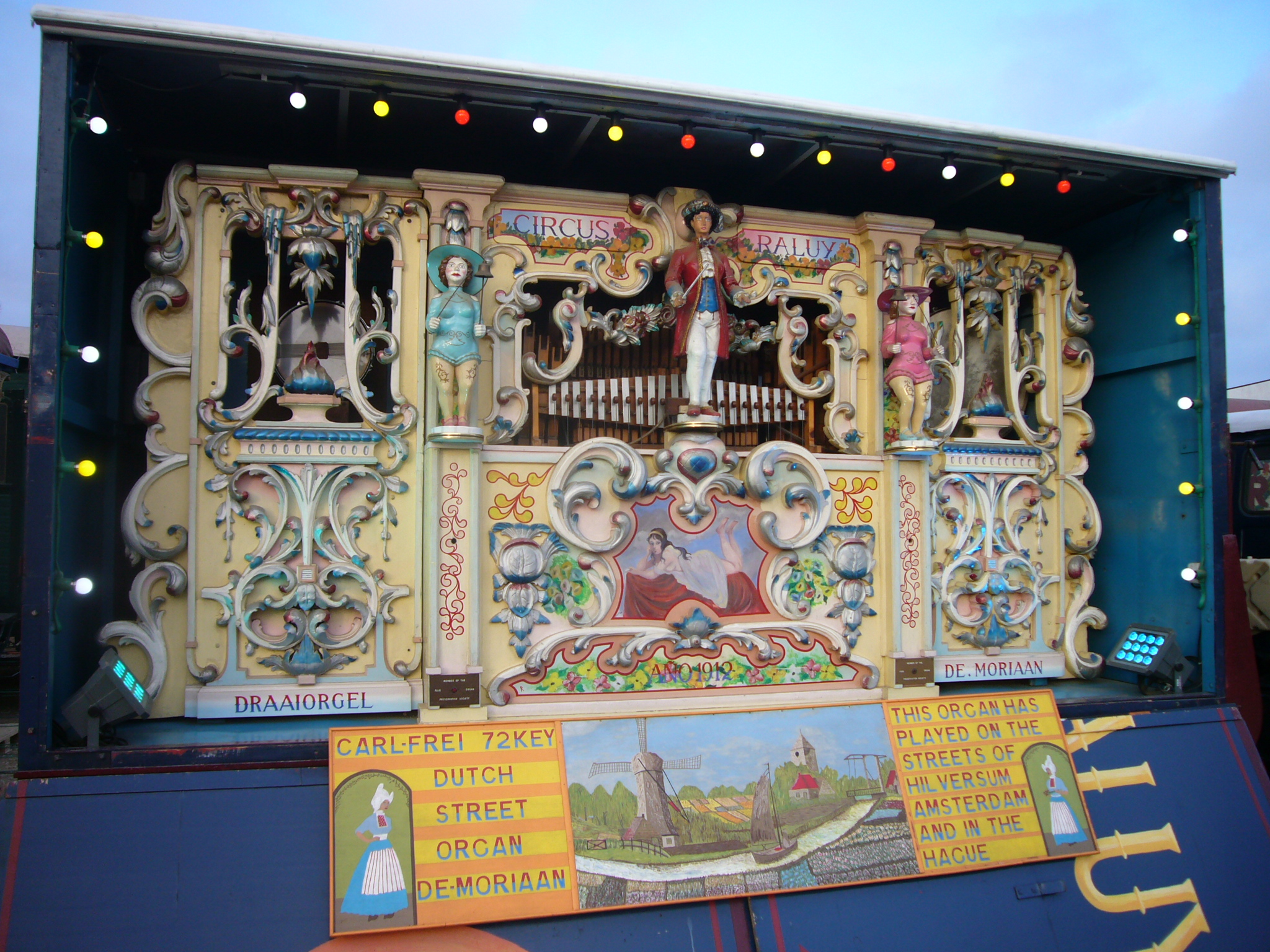
Orgue del Circ Raluy
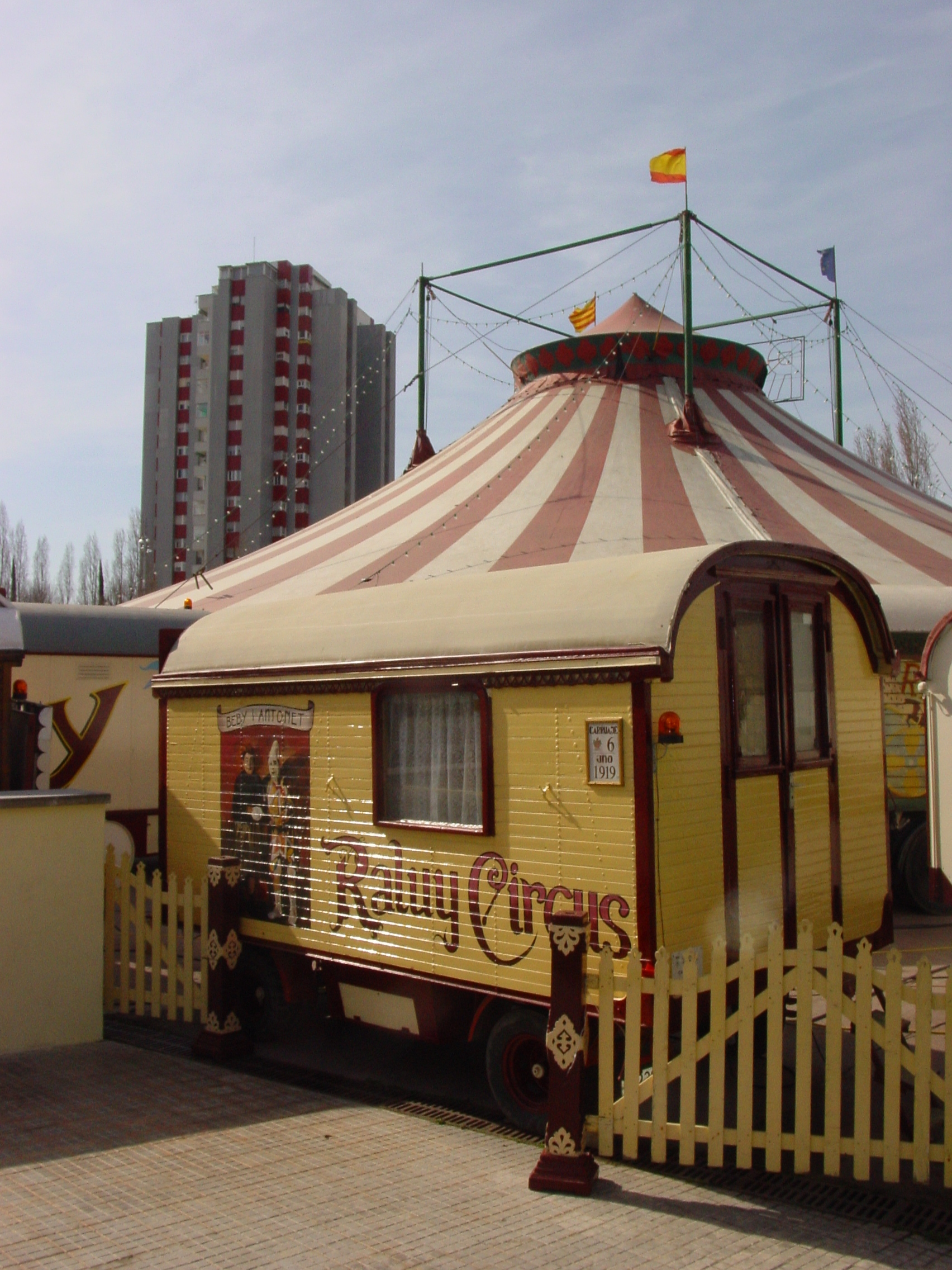
Circ Raluy a Cerdanyola del Vallès
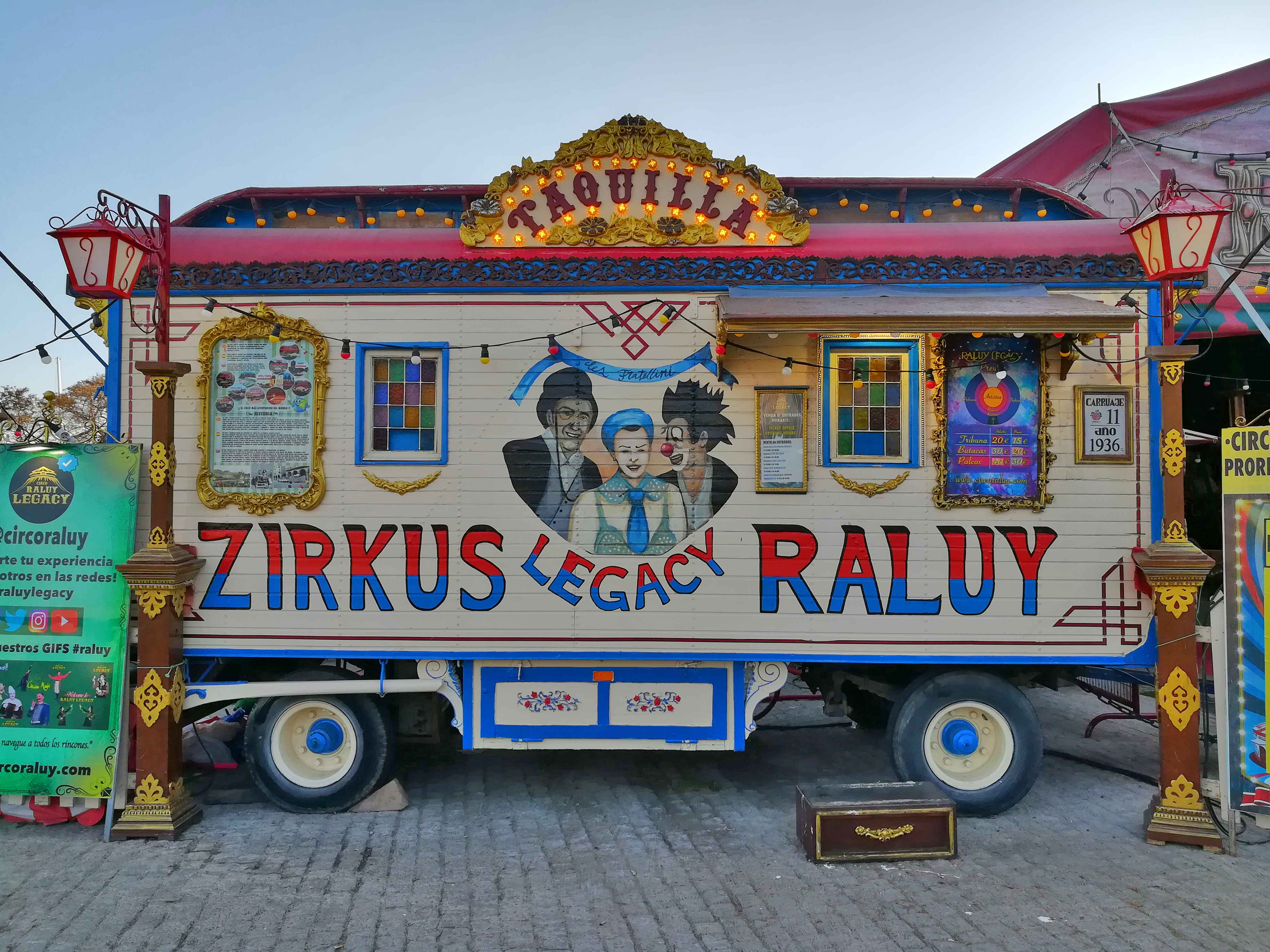
Vagó taquilla del Circ Raluy
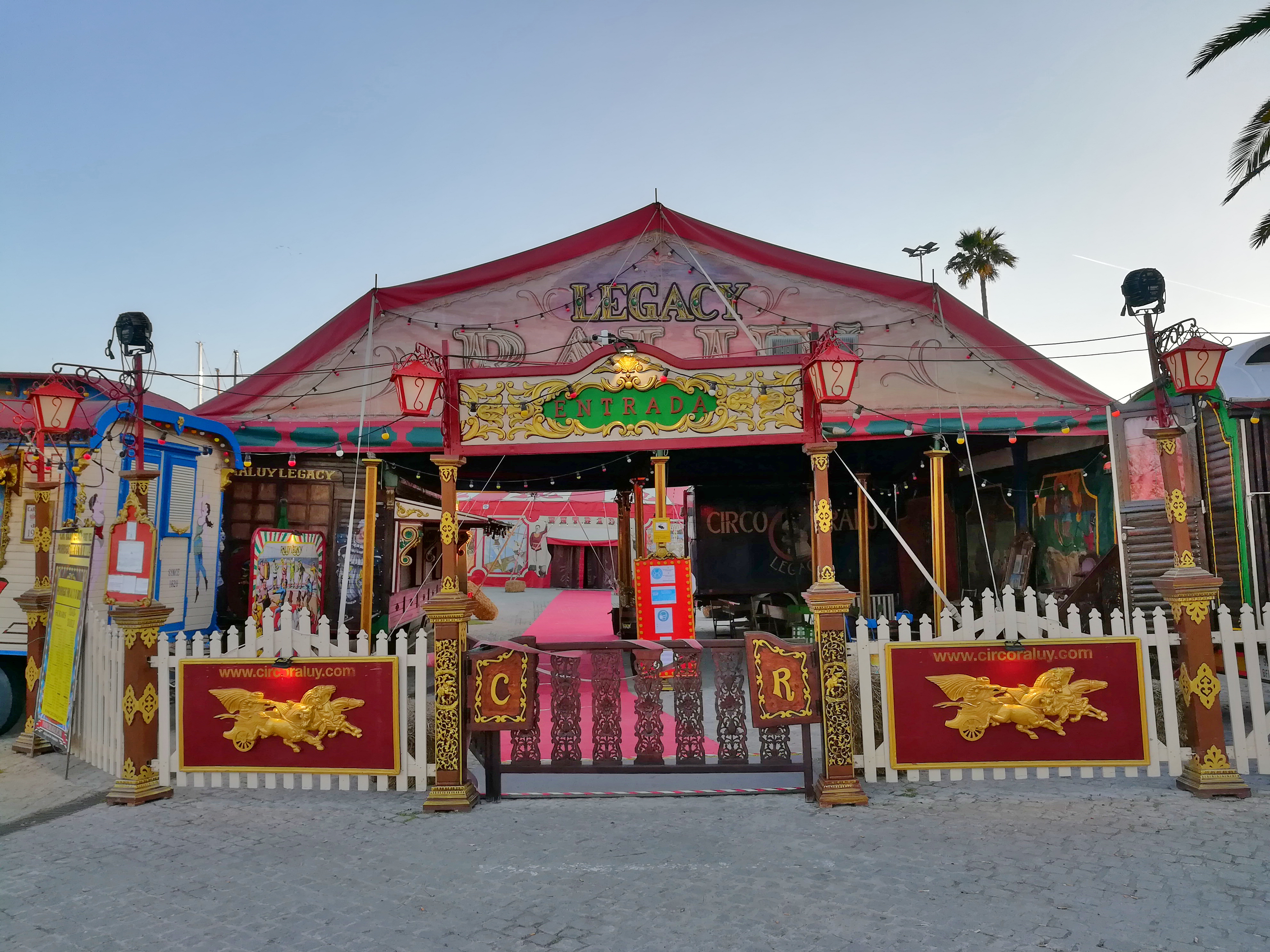
Entrada del circ
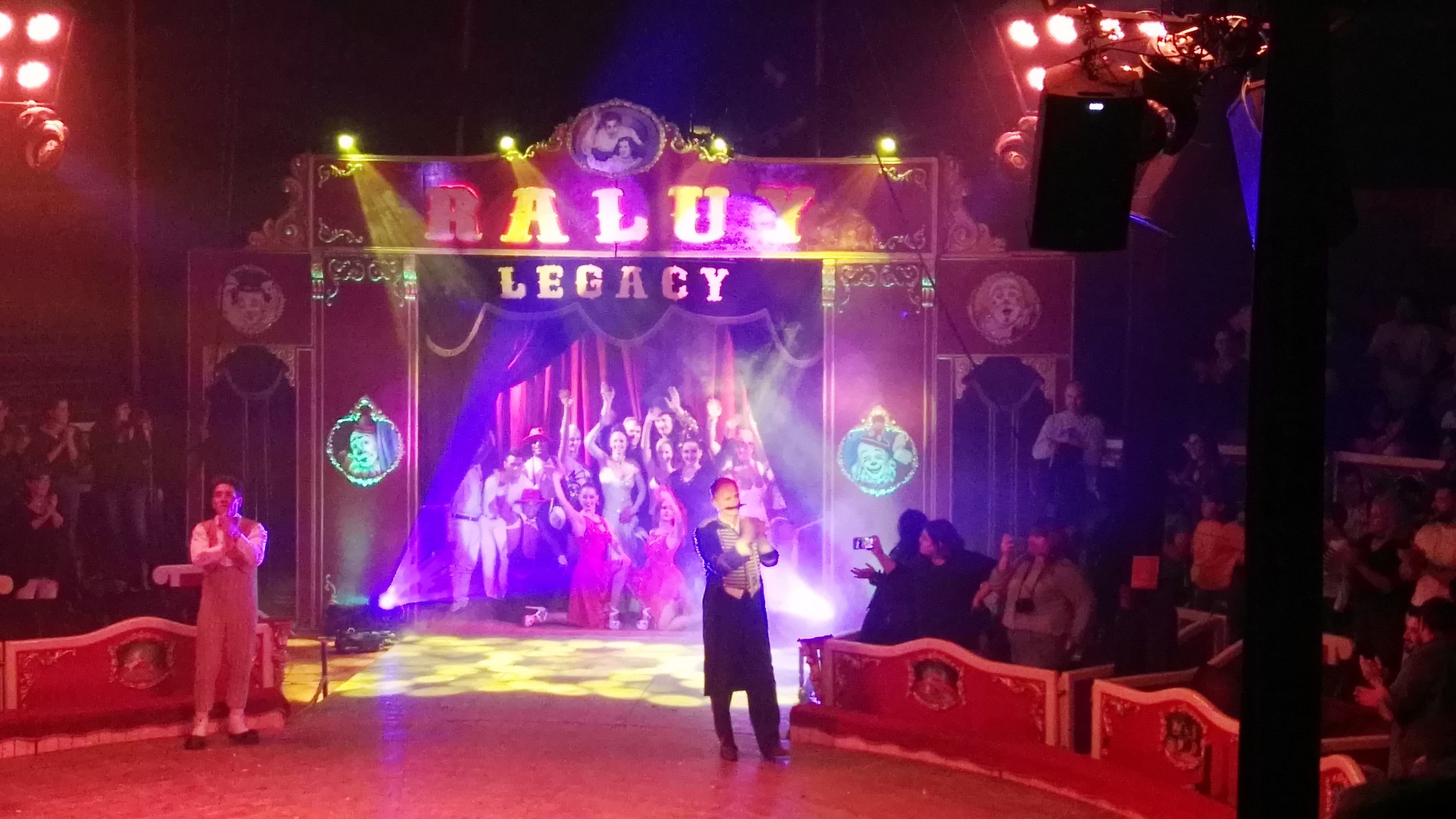
Un dels espectacles
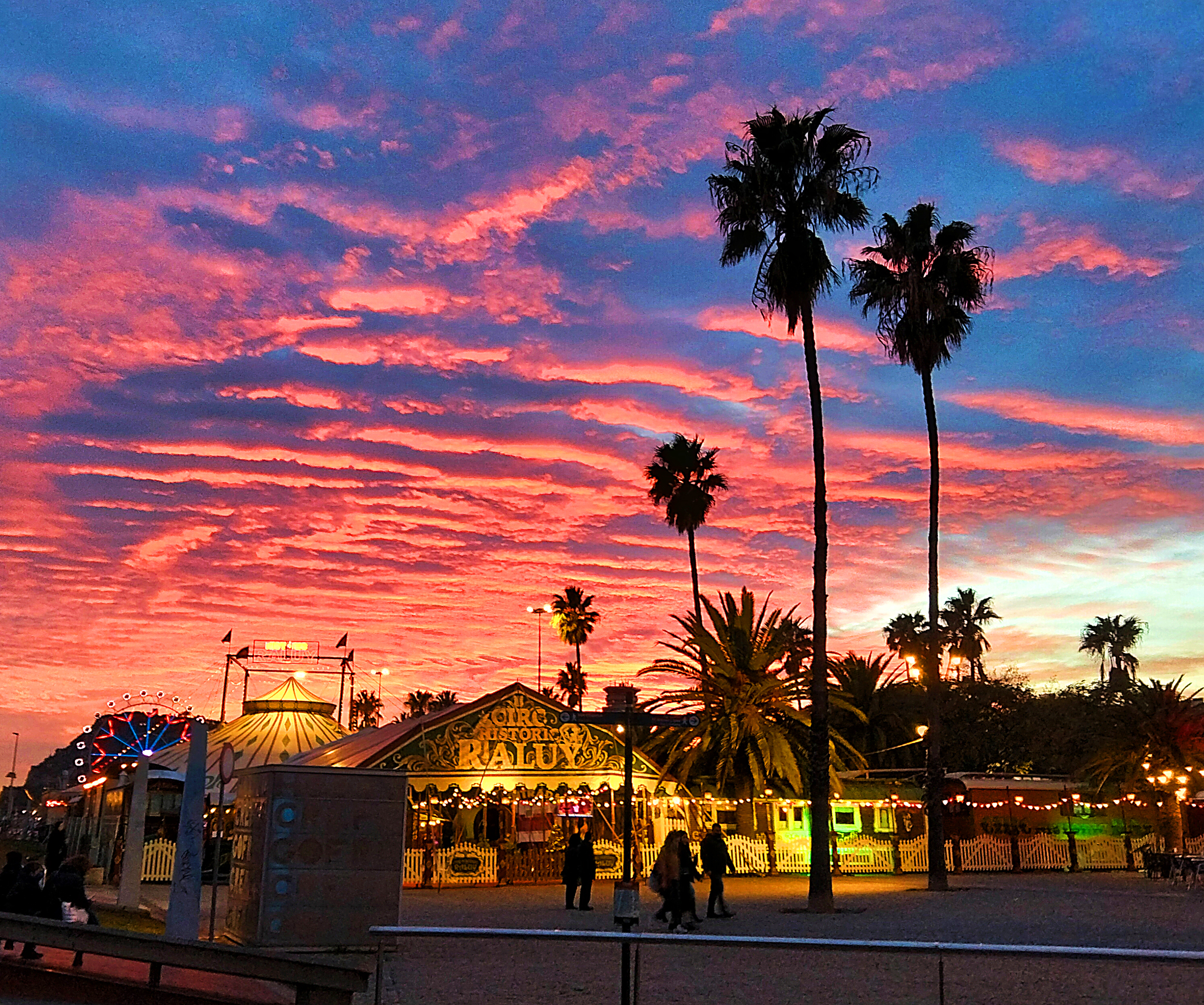
El circ al capvespre, a Barcelona